# Amtrak
National Railroad Passenger Corporation, med forretningsnavnet Amtrak, er en regereringsejet virksomhed, der blev dannet den 1. maj 1971 med det formål at køre intercity-passagertog i USA. "Amtrak" er et portmanteau af ordene "America" (Amerika) og "track" (spor). Den har hovedkvarter i Union Station i Washington D.C.
Alle Amtraks præferenceaktier er ejet af USA's føderale regering. Bestyrelsesmedlemmerne udnævnes af USA's præsident og godkendes af Senatet. I 1971 blev der udstedt ordinære aktier til jernbaneselskaber, som bidrog med kapital og materiel; de giver næsten intet udbytte, men de nuværende aktionærer afslog i 2002 at blive købt ud af Amtrak.
Amtrak har næsten 19.000 ansatte og kører passagertog på 34.000 kilometer spor, som primært er ejet af jernbanegodsselskaber, der forbinder 500 destinationer i 46 stater og tre canadiske provinser. I regnskabsåret 2008 havde Amtrak 28,7 millioner passagerer, og det var sjette år i træk med et rekordhøjt antal rejsende. På trods af nylig vækst, er USA stadig et af de industrialiserede lande i verden, med den laveste benyttelsesgrad af intercitytog pr. indbygger.

## Historie
Amtraks historie går tilbage til den vedvarende nedgang for private passagertogsselskaber i USA fra omkring 1920 til 1970. I 1971, som reaktion på nedgangen, etablerede Kongressen og præsident Richard Nixon selskabet Amtrak. I hemmelighed aftalte regeringen med nogle jernbaneselskaber, at man ville lukke Amtrak efter to år. Efter tidsskriftet Fortune i 1974 afslørede den bevidst dårlige ledelse, bemærkede Louis W. Menk, bestyrelsesformand for Burlington Northern Railroad, at artiklen underminerede planen om at nedlægge Amtrak. Selv om selskabet har været udsat for politiske strømninger og utilstrækkelig finansiering, har det haft en fortsat vækst i antallet af passagerer.

## Ruter
| Navn                          | Rute |
| ----------------------------- | --- |
| Acela Express                 | Boston (Massachusetts) – Washington D.C. |
| Adirondack                    | Montreal (Quebec, Canada) – New York City |
| Amtrak Cascades               | Vancouver (British Columbia, Canada) – Eugene (Oregon), via Portland (Oregon) og Seattle (Washington)                                         |
| Auto Train (biltog)           | Lorton (ved Washington D.C.) – Sanford (ved Orlando i Florida)                                                                                |
| Blue Water                    | Chicago – Port Huron (Michigan) |
| California Zephyr             | Chicago – Emeryville (ved San Francisco i Californien)                                                                                        |
| Capitol Corridor              | Auburn (Californien) – Sacramento – San Jose, via Oakland (Californien)                                                                       |
| Capitol Limited               | Chicago – Washington D.C., via Cleveland (Ohio) og Pittsburgh (Pennsylvania)                                                                  |
| Cardinal                      | Chicago – New York City, via Indianapolis (Indiana), Cincinnati (Ohio) og Washington D.C.                                                     |
| Carl Sandburg                 | Chicago – Quincy (Illinois) |
| Carolinian                    | New York City – Raleigh (North Carolina) – Greensboro (North Carolina) – Charlotte (North Carolina)                                           |
| City of New Orleans           | Chicago – New Orleans (Louisiana) |
| Coast Starlight               | Seattle (Washington) – Los Angeles, via Sacramento og Oakland (Californien)                                                                   |
| Crescent                      | New York City – New Orleans (Louisiana), via Atlanta (Georgia)                                                                                |
| Downeaster                    | Portland (Maine) – Boston (Massachusetts) |
| Empire Builder                | Chicago – Portland (Oregon) / Seattle (Washington), via Spokane (Washington)                                                                  |
| Empire Service                | New York City – Niagara Falls, via Albany (New York)                                                                                          |
| Ethan Allen Express           | New York City – Rutland (Vermont), via Albany (New York)                                                                                      |
| Heartland Flyer               | Oklahoma City – Fort Worth (Texas) |
| Hiawatha                      | Chicago – Milwaukee (Wisconsin) |
| Hoosier State                 | Chicago – Indianapolis (Indiana) |
| Illini                        | Chicago – Carbondale (Illinois) |
| Illinois Zephyr               | Chicago – Quincy (Illinois) |
| Keystone Service              | New York City – Harrisburg, via Philadelphia (Pennsylvania)                                                                                   |
| Lake Shore Limited            | New York City / Boston (Massachusetts) – Chicago, via Albany (New York)                                                                       |
| Lincoln Service               | Chicago – St. Louis (Missouri) |
| Maple Leaf                    | New York City – Ontario (Toronto, Canada) |
| Missouri River Runner         | St. Louis (Missouri) – Kansas City |
| New Haven–Springfield Shuttle | New Haven (Connecticut) – Springfield (Massachusetts)                                                                                         |
| Northeast Regional            | Boston eller Springfield (Massachusetts) – New York City – Washington DC – Virginia (Lynchburg, Roanoke, Newport News, Norfolk hhv. Richmond) |
| Pacific Surfliner             | San Luis Obispo – Los Angeles – San Diego (Californien)                                                                                       |
| Palmetto                      | New York City – Savannah (Georgia) |
| Pennsylvanian                 | New York City – Pittsburgh (Pennsylvania), via Newark (New Jersey), Philadelphia, Harrisburg og Altoona (Pennsylvania)                        |
| Pere Marquette                | Grand Rapids (Michigan) – Chicago |
| Piedmont                      | Charlotte (North Carolina) – Raleigh (North Carolina)                                                                                         |
| Saluki                        | Chicago – Carbondale (Illinois) |
| San Joaquin                   | Bakersfield (Californien) – Oakland / Sacramento (Californien)                                                                                |
| Silver Meteor                 | New York City – Fayetteville (North Carolina) – Miami (Florida)                                                                               |
| Silver Star                   | New York City – Raleigh (North Carolina) – Tampa (Florida) – Miami (Florida)                                                                  |
| Southwest Chief               | Chicago – Los Angeles |
| Sunset Limited                | Los Angeles – New Orleans (Louisiana) |
| Texas Eagle                   | Chicago – Los Angeles, via San Antonio og Dallas (Texas)                                                                                      |
| Vermonter                     | Washington D.C. – St. Albans (Vermont) |
| Wolverine                     | Chicago – Detroit (Micigan) – Pontiac (Michigan)                                                                                              |